# Adam Müller
Adam Heinrich Müller, od roku 1826 rytíř von Nitterdorf (30. června 1779, Berlín – 17. ledna 1829, Vídeň) byl německý romantický publicista, literární kritik, ekonom a politik, společně s Friedrichem Listem předchůdce německé historické národohospodářské školy.
Müller se proslavil především svými Přednáškami o německé vědě a literatuře (Vorlesungen über die deutsche Wissenschaft und Literatur), které pořádal v roce 1806 v Drážďanech, dále Přednáškami o výmluvnosti a jejím vztahu k poezii (1812, Vorlesungen über die Beredsamkeit und deren Verh ältnis zur Poesie) a spisem věnovaným filozofii státu Prvky státnického umění (1810, Die Elemente der Staatskunst).
Jako politik patřil Müller po svém přestěhování do Vídně roku 1811 k prominentním představitelům Metternichovské politiky, v ekonomické oblasti byl představitelem feudální německé opozice proti hospodářskému liberalismu a západoevropské politické ekonomii, kterou považoval za nástroj britského hegemonismu.